# Radnice města Cách
Gotická budova radnice města Cách je společně s katedrálou Panny Marie nejvýznamnější stavbou v historickém jádru německého města Cáchy v Severním Porýní-Vestfálsku.

## Historie
Na počátku 14. století nechali cášští občané pod vedením úřadujícího starosty G. Choruse (1285 - 1367) postavit na znamení své občanské svobody novou radnici. Na znamení své příslušnosti ke králi se však museli zavázat, že součástí radnice bude i sál pro slavnostní korunovační hostiny. Stavba byla započata roku 1330, přičemž budova vznikala na základech bývalého paláce císařské falce "aula regia" z karolinského období. Do komplexu radnice byla zahrnuta i věž zvaná Granusturm pocházející z doby Karla Velikého. Stavba byla dokončena roku 1349.
Při velkém požáru města v roce 1656 shořela část střechy a věže. Ohněm poškozené části byly znovu vybudovány v barokním slohu. V 18. století byla radnice přeměněna na barokní městský zámeček. V tomto slohu je dodnes zasedací síň a tzv. "Bílý sál".
Od poloviny 19. století byla radnice postupně přestavována zpět do původní podoby a vyzdobována neogotickými obrazy, reliéfy a sochami. Fasáda obrácená na sever, směrem k náměstí, byla osazena sochami padesáti německých panovníků, symboly umění, vědy a křesťanství, jejichž kopie ji zdobí dodnes. Z této strany v prvním podlaží se nachází i hlavní vchod do radnice přístupný prostřednictvím dvouramenného schodiště lemovaného zábradlím s gotickým žebrovím.
Při dalším požáru v roce 1883 podruhé shořela střecha a věže. Oprava byla ukončena roku 1902.
Za druhé světové války byla budova silně poškozena bombardováním. Rekonstrukce započala koncem 40. let 20. století, přičemž prioritou bylo zajištění statiky budovy a obnova zničeného zdiva. Interiéry byly restaurovány a částečně nově pojaty koncem 70. let.
V Cáchách se mezi lety 813 a 1531 konala 31 korunovace krále. To dnes připomínají na radnici vystavené věrné kopie říšských korunovačních klenotů z vídeňské klenotnice. K nim patří i Říšský evangeliář (rukopis z doby Karla Velikého), meč Karla Velikého, říšská koruna a říšské jablko. V Říšském sálu jsou umístěny romantické historické obrazy a fresky cášského umělce A. Rethela.
Radnice je denně přístupná veřejnosti. V jejích prostorách je každoročně udělována významným osobnostem mezinárodního politického života Karlova cena.

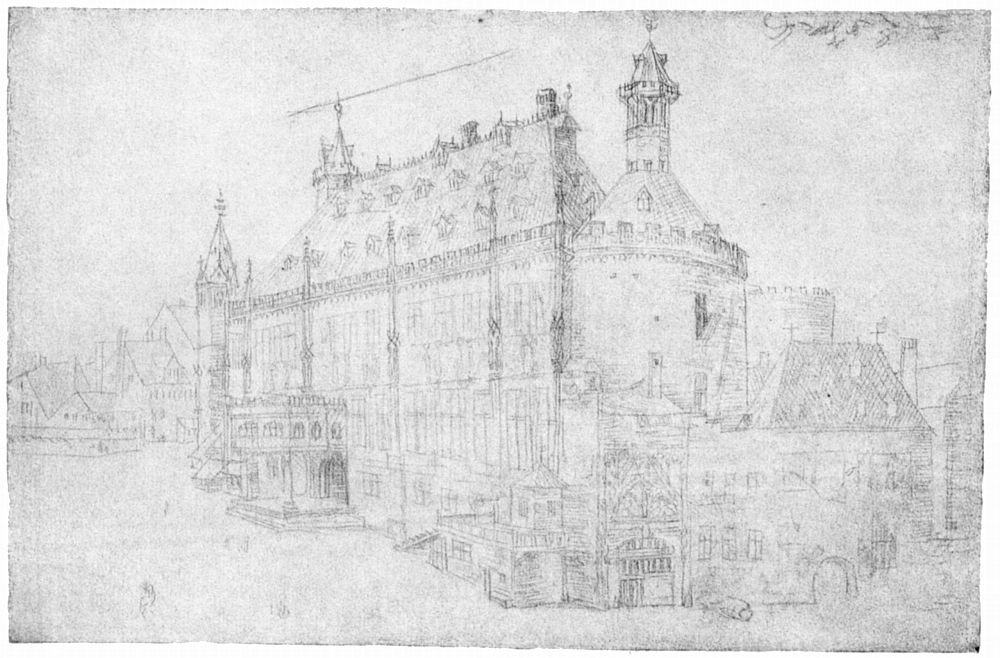
Cášská radnice v roce 1520, kresba od A. Dürera
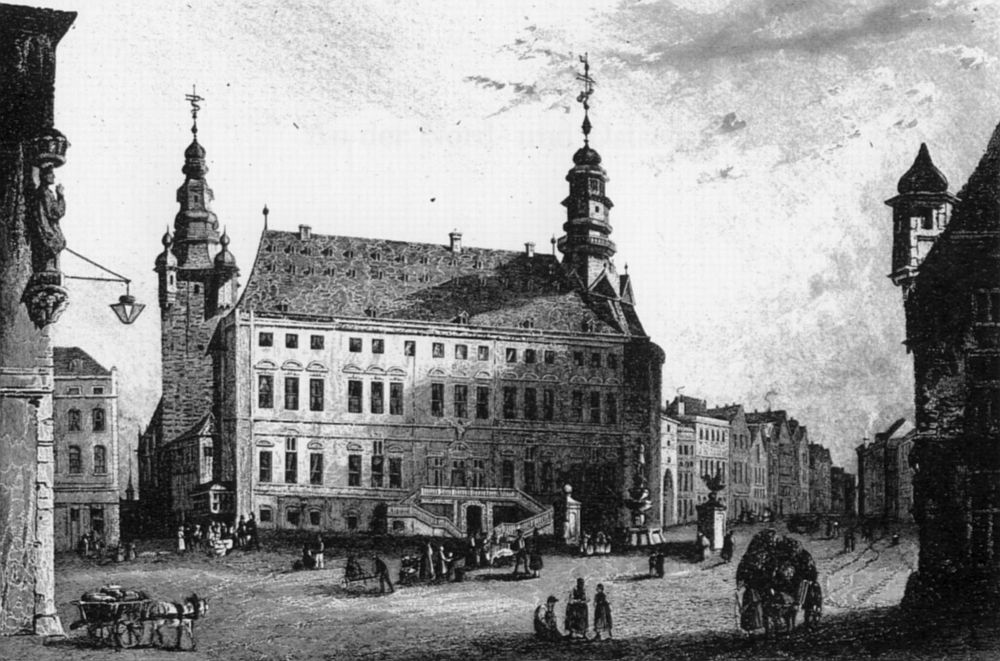
Barokní radnice a trh okolo roku 1840, oceloryt H. Winklese
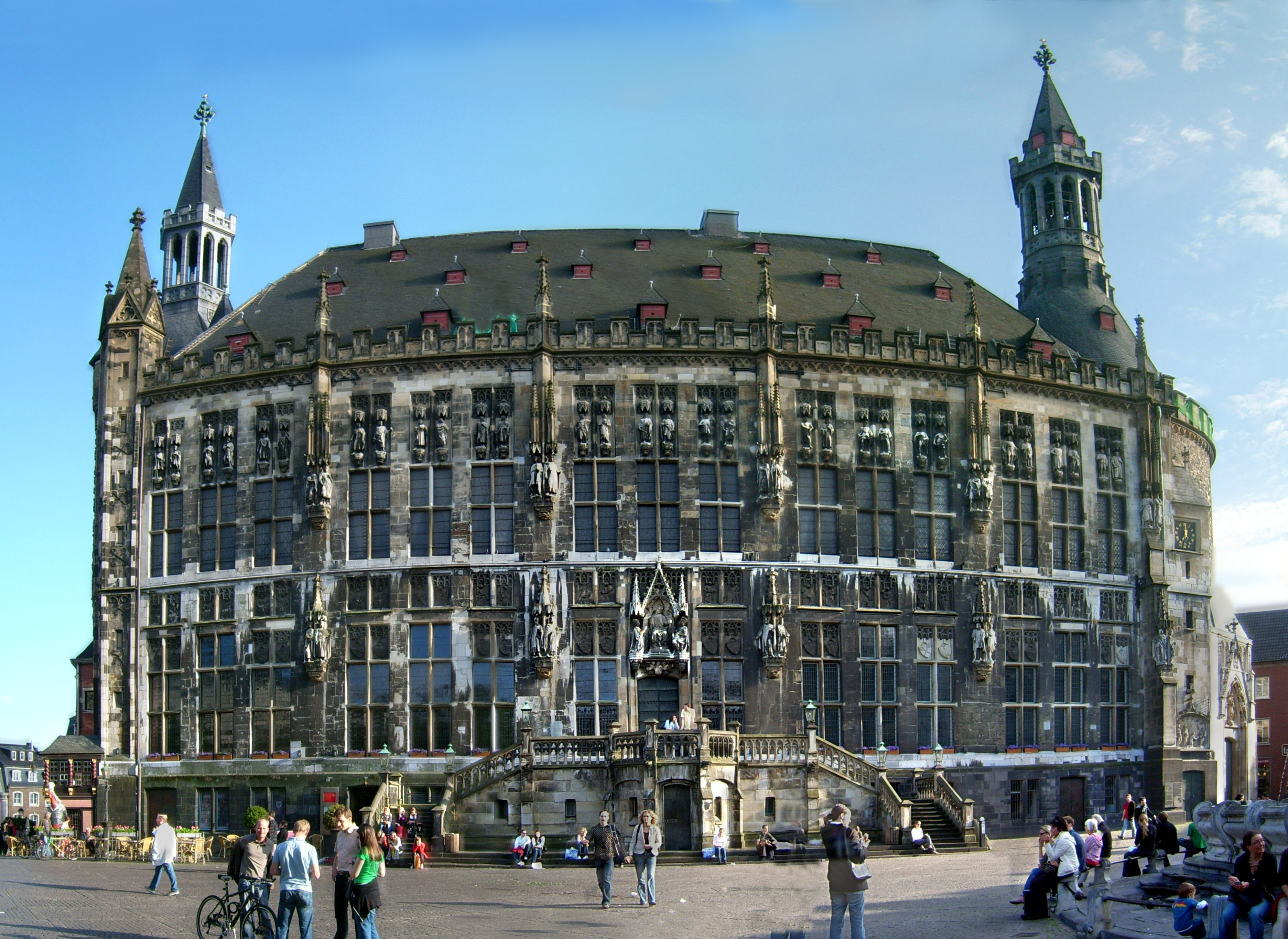
Radnice od severovýchodu